# Sven Beckman (instrumentmakare)
Sven Beckman, född omkring 1717 i Askersunds stad, död 1763 i Stockholm, var en instrumentmakare i Stockholm.

## Biografi
1736 började Beckman som lärling hos dansmästaren och instrumenthandlaren Johan Friedrich Weideman som hade ensamrätt att tillverka fioler, lutor och gambor. 1737 ansökte Weideman om att få offentliga medel till Sven Beckmans utbildning och skicka honom till Königsberg och lära sig instrumentmakeri. Ansökan kom att beviljas och han reste till instrumentmakaren Hillebrand i Königsberg. 1740 kom Beckman tillbaka och ansökte om privilegium samma år. 1741 fick han sitt privilegium efter en stridighet med Weideman. Det slutade i han fick överta Weidemans privilegium. Beckman fick privilegium den 20 oktober 1714 att tillverka musikaliska instrument i Stockholm. Hovinstrumentmakare blev han 1756 och man införde samtidigt ett importförbud för musikinstrument. Beckman avled 1763 och var då helt utfattig och hans kollega (tidigare elev) Johan Öberg den äldre måste betala för begravningen. Hans skulder till staten kom att avskrivas då de var ganska stora. Under hans tid som instrumentmakare fick han flera gånger ekonomiskt stöd.
Mellan 1744 och 1746 hade han en lärgosse hos sig och senare ett par lärgossar. Han arbetade mellan 1760 och 1761 ensam. Beckman avled 1762. Fiolmakaren Johan Öberg den äldre stod för förskottet på begravningskostnaden.

## Instrument
Beckmans instrument är av blandad kvalité. Några är bra gjorda medan andra är väldigt enkla. Lackens kvalité varierar också. Flera av instrumenten har vackert utsirade detaljer som verkar komma från den franska skolan (1700-talets första hälft).
Under sin tid hos Weideman byggde han 41 fioler med stråkar. Beckmans instrumentproduktion har varit jämn.
| År        | Instrument             | Värde (summa) |
| --------- | ---------------------- | ------------- |
| 1745–1746 | -                      | 216           |
| 1752      | Musikaliska instrument | 333           |
| 1756      | -                      | -             |
| 1761      | Musikaliska instrument | 333           |
| 1762      | -                      | -             |

### Bevarade instrument
- Luta som tillverkades av Beckman. Förvaras på Nordiska museet, Stockholm.[1]
- Fiol med nummer 8 som tillverkades 1742 av Beckman. Ägdes av kartografen Edvard Cohrs, Stockholm.[1]
- Cello som tillverkades 1751 av Beckman. Ägdes av medicin kandidat Nils Kjellberg, Uppsala.[1]
- Gitarr som tillverkades 1757 av Beckman. Instrumentet har tillhört drottningen Lovisa Ulrika av Sverige. Instrumentet såldes 1892 på Christer Hammers auktion, Köln.[1]
- Cello som tillverkades 1758 av Beckman. Förvaras på Musikhistoriska museet, Stockholm.[1]
- Cello som tillverkades av Beckman. Rapporterat in av lektor Daniel Fryklund, Sundsvall.[1]
- Fiol som nummer 56 tillverkades 1760 av Beckman. Ägdes av musikdirektör Waldemar Johansson, Vimmerby.[1]
- Namnsedel från en altfiol tillverkad 1758 av Beckman. Ägdes av instrumentmakaren R. Paulus, Stockholm.[1]